# Золотий м'яч 2019
«Золотий м'яч 2019»

2 грудня 2019
Найкращий футболіст світу: 
 Ліонель Мессі
 (вшосте)

← 2018 * Золотий м'яч * 2021 →
Золотий м'яч 2019 — 64-та щорічна церемонія вручення премії найкращому футболісту у світі 2019 року. Переможці були оголошені 2 грудня 2018 року.
Крім цього вдруге у своїй історії була вручена премія «Золотого м'яча для жінок» і Трофей Копа, якими були нагороджені найкраща футболістка світу і найкращий молодий футболіст до 21 року відповідно, а також вперше вручена нагорода «Трофей Яшина» для найкращого голкіпера року у світі.

## Золотий м'яч

### Процедура голосування
В опитуванні взяли участь загалом 176 спортивних журналістів, зокрема — 53 представники від футбольних асоціацій Європи, 49 — Африки, 37 — Азії, 23 — зони КОНКАКАФ, 10 — Південної Америки, 4 — Океанії.
Перед проведенням опитування журналістами «Франс Футбол» був складений попередній список із 30 претендентів на нагороду та оприлюднений 6 листопада 2019 року.
Кожен із членів журі обирав п'ятьох футболістів, які, на його думку, є найкращими гравцями світу. За перше місце нараховували 6 очок, за друге — чотири, за третє — три, за четверте — два, за п'яте — одне очко. Переможець максимально міг отримати 1056 очок.
Представник від України (спортивний журналіст Ігор Лінник) включив у свою анкету наступних гравців: 1-ше місце — Вірджил ван Дейк; 2-ге — Кріштіану Роналду; 3-тє — Мохаммед Салах; 4-те — Ліонель Мессі; 5-те — Марк-Андре тер Стеген.
Результати голосування були опубліковані 4 грудня 2019 року в журналі France Football (№ 3837).

### Підсумки голосування
Володарем нагороди став 32-річний аргентинський плеймейкер та нападник клубу «Барселона» Ліонель Мессі, який у тому ж році став найкращим бомбардиром Ліги чемпіонів, а також вшосте виграв нагороду «Золотий бутс», як найкращий бомбардир європейських чемпіонатів.
Відставши від переможця лише на 7 очок, друге місце посів переможець Ліги чемпіонів у складі «Ліверпуля» нідерландський захисник Вірджил ван Дейк.
Третє місце у багаторічного суперника аргентинця — португальського нападника Кріштіану Роналду.
Це шостий з восьми виграних Ліонелем Мессі «Золотих м'ячів». Ліонель Мессі став рекордсменом за кількістю виграних нагород, обійшовши за цим показником Кріштіану Роналду, у якого в активі п'ять «Золотих м'ячів».

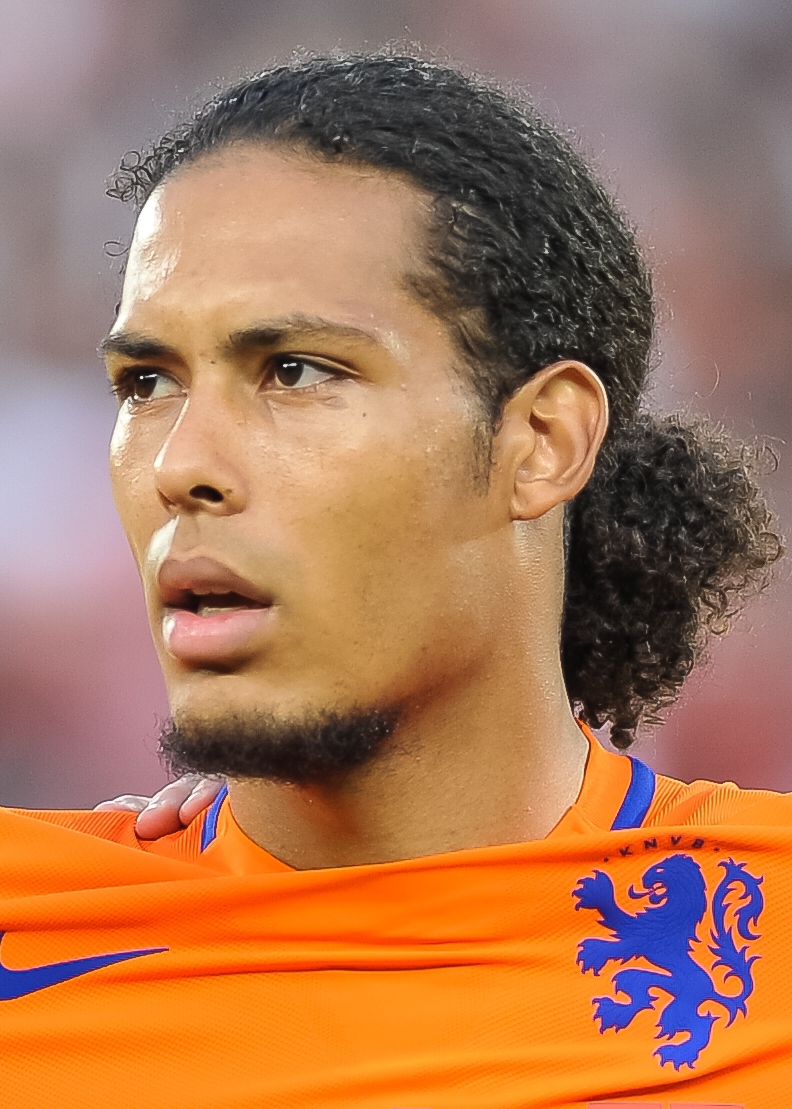
Вірджил ван Дейк — 2-ге місце

| Місце | Гравець                  | Клуб               | Країна         | Очки | %      | Місця | Місця | Місця | Місця | Місця | К-ть голосів |
| Місце | Гравець                  | Клуб               | Країна         | Очки | %      | 1-ше  | 2-ге  | 3-тє  | 4-те  | 5-те  | К-ть голосів |
| ----- | ------------------------ | ------------------ | -------------- | ---- | ------ | ----- | ----- | ----- | ----- | ----- | ------------ |
| 1     | Ліонель Мессі            | Барселона          | Аргентина      | 686  | 65 %   | 61    | 48    | 25    | 21    | 11    | 166          |
| 2     | Вірджил ван Дейк         | Ліверпуль          | Нідерланди     | 679  | 64.3 % | 69    | 39    | 25    | 13    | 8     | 154          |
| 3     | Кріштіану Роналду        | Ювентус            | Португалія     | 476  | 45.1 % | 17    | 38    | 52    | 22    | 22    | 151          |
|       |                          |                    |                |      |        |       |       |       |       |       |              |
| 4     | Садіо Мане               | Ліверпуль          | Сенегал        | 347  | 32.9 % | 17    | 26    | 24    | 24    | 21    | 112          |
| 5     | Мохаммед Салах           | Ліверпуль          | Єгипет         | 178  | 16.9 % | 5     | 5     | 18    | 27    | 20    | 75           |
| 6     | Кіліан Мбаппе            | Парі Сен-Жермен    | Франція        | 89   | 8.4 %  | 2     | 4     | 6     | 13    | 17    | 42           |
| 7     | Аліссон                  | Ліверпуль          | Бразилія       | 67   | 6.3 %  | 2     | 4     | 5     | 8     | 8     | 27           |
| 8     | Роберт Левандовський     | Баварія            | Польща         | 44   | 4.2 %  | 2     |       | 5     | 5     | 7     | 19           |
| 9     | Бернарду Сілва           | Манчестер Сіті     | Португалія     | 41   | 3.9 %  |       | 2     | 3     | 9     | 6     | 20           |
| 10    | Ріяд Махрез              | Манчестер Сіті     | Алжир          | 33   | 3.1 %  |       | 3     | 2     | 4     | 7     | 16           |
|       |                          |                    |                |      |        |       |       |       |       |       |              |
| 11    | Френкі де Йонг           | Аякс Барселона     | Нідерланди     | 31   | 2.9 %  |       | 2     | 2     | 6     | 5     | 15           |
| 12    | Рахім Стерлінг           | Манчестер Сіті     | Англія         | 30   | 2.8 %  |       |       | 2     | 7     | 10    | 19           |
| 13    | Еден Азар                | Челсі Реал Мадрид  | Бельгія        | 25   | 2.4 %  |       | 2     | 2     | 2     | 7     | 13           |
| 14    | Кевін Де Брейне          | Манчестер Сіті     | Бельгія        | 14   | 1.3 %  |       | 1     |       | 3     | 4     | 8            |
| 15    | Маттейс де Лігт          | Аякс Ювентус       | Нідерланди     | 13   | 1.2 %  |       | 1     |       | 2     | 5     | 8            |
| 16    | Серхіо Агуеро            | Манчестер Сіті     | Аргентина      | 12   | 1.1 %  |       |       | 3     | 1     | 1     | 5            |
| 17    | Роберто Фірміно          | Ліверпуль          | Бразилія       | 11   | 1 %    |       |       |       | 4     | 3     | 7            |
| 18    | Антуан Грізманн          | Атлетіко Барселона | Франція        | 9    | 0.9 %  |       |       | 1     | 2     | 2     | 5            |
| 19    | Трент Александер-Арнольд | Ліверпуль          | Англія         | 8    | 0.8 %  | 1     |       |       |       | 2     | 3            |
| 20    | П'єр-Емерік Обамеянг     | Арсенал            | Габон          | 5    | 0.5 %  |       | 1     |       |       | 1     | 2            |
| 20    | Душан Тадич              | Аякс               | Сербія         | 5    | 0.5 %  |       |       |       | 2     | 1     | 3            |
| 22    | Сон Хинмін               | Тоттенгем          | Південна Корея | 4    | 0.4 %  |       |       |       |       | 4     | 4            |
| 23    | Уго Льоріс               | Тоттенгем          | Франція        | 3    | 0.3 %  |       |       | 1     |       |       | 1            |
| 24    | Каліду Кулібалі          | Наполі             | Сенегал        | 2    | 0.2 %  |       |       |       | 1     |       | 1            |
| 24    | Марк-Андре тер Стеген    | Барселона          | Німеччина      | 2    | 0.2 %  |       |       |       |       | 2     | 2            |
| 26    | Карім Бензема            | Реал               | Франція        | 1    | 0.1 %  |       |       |       |       | 1     | 1            |
| 26    | Джорджиньо Вейналдум     | Ліверпуль          | Нідерланди     | 1    | 0.1 %  |       |       |       |       | 1     | 1            |
|       |                          |                    |                |      |        |       |       |       |       |       |              |
| -     | Жуан Фелікс              | Бенфіка Атлетіко   | Португалія     | 0    |        |       |       |       |       |       |              |
| -     | Маркіньйос               | Парі Сен-Жермен    | Бразилія       | 0    |        |       |       |       |       |       |              |
| -     | Донні ван де Бек         | Аякс               | Нідерланди     | 0    |        |       |       |       |       |       |              |

### Цікаві факти
- Розподіл по амплуа серед 27 футболістів згаданих в анкетах наступний: 3 воротарі, 4 захисники, 10 півзахисників та 10 нападників.
- З 27 гравців згаданих в анкетах 17 представляли Європу, 5 — Африку, 4 — Південну Америку та один — Азію.
- 166 респондентів включили Ліонеля Мессі у свої анкети, 154 — Вірджила ван Дейка, при чому за кількістю перших місць нідерландець переважає аргентинця 69 проти 61. По суті підсумкову перемогу Ліонелю Мессі забезпечила суттєва перевага других та четвертих місць в анкетах.
- Ліонель Мессі отримав найбільше очок від Африки, Південної Америки, зони Конкакаф та Океанії, Вірджил ван Дейк — від Європи та Азії.
- Вірджил ван Дейк став першим захисником на подіумі з 2006 року, коли Фабіо Каннаваро став переможцем опитування.
- Респонденти 27 країн назвали підсумкову п'ятірку найкращих гравців, і лише представники Нової Зеландії та Сейшельських островів розставили гравців у правильному порядку.
- Лише журналіст зі Шрі-Ланки не надав жодного очка гравцям з першої п'ятірки підсумкового заліку опитування.
- Ліонель Мессі здобув свій шостий трофей через 10 років після першої перемоги. Аргентинський футболіст перевершив досягення Кріштіану Роналду, в якого різниця між першим та останнім трофеєм становила 9 років (2008 — 2017).
- Ліонель Мессі та Кріштіану Роналду вдванадцяте потрапили у трійку найкращих за підсумками опитування, значно випереджаючи за цим показником найближчих переслідувачів Мішеля Платіні та Франца Бекенбауера, які мають у своєму доробку по 5 подіумів. Окрім того Кріштіану Роналду вдев'яте поспіль потрапив на подіум, однак португалець поступається тут Ліонелю Мессі, в якого серія подіумів складає 11 років.
- Вперше два представники Африки увійшли до п'ятірки найкращих (Садіо Мане та Мохаммед Салах).
- Ліонель Мессі завоював шостий трофей для Аргентини. Лідерами за кількістю кількістю «Золотих м'ячів» залишалися Німеччина, Португалія та Нідерланди — по 7, у Франції та Аргентини — було по 6 трофеїв, Італії, Англії та Бразилії — по 5, в Іспанії та СРСР — було по 3 нагороди.
- 27 згаданих в анкетах футболістів представляли 15 країн, зокрема: Францію та Нідерланди — по 4, Англію, Аргентину, Бельгію, Бразилію, Португалію та Сенегал — по 2, Алжир, Габон, Єгипет, Південну Корею, Польщу, Сербію та Німеччину — по 1 гравцю.
- Вперше в анкетах респондентів був згаданий представник Південної Кореї (Сон Хинмін). Загальна кількість країн чиї представники потрапляли в загальний залік опитувань досягла 57-ми, з них Європу представляли — 37 країн, Африку — 11 країн, Пд. Америку — 5 країн, зону КОНКАКАФ та Азію — по 2 країни.
- Південна Корея стала другою азійською країною, представник якої потрапив в залік опитування нагороди «Золотий м'яч». До неї азійську конфедерацію футболу в опитуваннях представляв Ірак у 2007 році.
- 34 роки поспіль в заліку опитувань відсутні представники Угорщини, які до того були постійними учасниками опитувань. Також протягом 32 років поспіль відсутні представники Шотландії, 25 — Австрії, 23 — Швейцарії, 18 — Данії.
- Вдруге за остнанні чотири роки в заліку опитування були відсутні Іспанські футболісти.
- Вдруге поспіль, а також всьоме за останні 11 років в заліку опитувань відсутні італійські футболісти. До цього за 53 роки вручення нагороди гравці з Італії були поза заліком опитувань лише двічі.
- Бразильські футболісти були представлені в усіх заліках опитувань починаючи з 1995 року відколи «Франс Футбол» розширив географію нагороди. Відтоді бразильські гравці згадувалися в анкетах респондентів протягом 25 років, що було найдовшою поточною серію, другу найдовшу серію мали представники Португалії — 21 рік. Загалом за історію вручення нагород рекордний показник належить Німеччині — 47 років поспіль (1957 — 2003).
- Усього за 64 роки вручення нагороди найчастіше згадувалися в анкетах хоча б одного разу футболісти Німеччини — у 59 опитуваннях, футболісти Франції згадувалися у 58 опитуваннях, Італії, Англії та Іспанії — у 55, Португалії — у 46, Нідерландів — у 44, Швеції — у 39, Югославії та Бельгії — у 30, СРСР — у 29, Бразилії — у 25, Данії та Уельсу — у 24, Шотландії та Болгарії — у 23, Аргентини — у 22, Угорщини та Польщі — у 20 опитуваннях.
- Німецькі футболісти найчастіше потрапляли в загальний залік опитувань — 201 раз, італійські — 176, французькі — 147, англійські — по 145, іспанські — 128, нідерландські — 104, португальські — 75, бразильські — 71, радянські — 66, шведські — 55, угорські — 50, бельгійські — 48, югославські — 46, данські — 44, аргентинські — 42 рази.
- Представники іспанського чемпіонату залишалися лідерами за кількістю завойованих трофеїв — 23 трофеї, у представників італійської першості — 18 трофеїв, у німецької — 9, англійської — 6.
- Вдванадцяте лауреатом опитування став футболіст «Барселони». До Ліонеля Мессі (шість разів), це також вдавалося Луїсу Суаресу (1960), Йогану Кройфу (1973, 1974), Христо Стоїчкову (1994), Рівалдо (1999) та Роналдінью (2005).
- «Барселона» вийшла в лідери серед клубів за кількістю «Золотих м'ячів» — 12 нагород. У мадридський «Реала» було 11 трофеїв, у «Мілана» та «Ювентуса» — по 8, 5 — у «Баварії», 4 — у «Манчестер Юнайтед».
- Всього в анкетах були згадані гравці з 11 клубів, зокрема: «Ліверпуля» — 7, «Манчестер Сіті» — 5, «Барселони» — 4, мадридського «Реала», «Тоттенгем Готспур» та «Ювентуса» — по 2, «Арсенала», «Аякса», «Баварії», «Наполі» та «Парі Сен-Жермен» — по 1 футболісту.
- Всього за 64 роки проведення опитувань в анкетах загалом були згадані 738 футболістів зі 195 клубів. Футболісти «Ювентуса» та мадридського «Реала» були згадані хоча б одного разу у 52 опитуваннях, «Барселони» — у 50, «Манчестер Юнайтед» та «Баварії» — у 45, «Інтернаціонале» та «Мілана» — у 39, «Ліверпуля» — у 28, «Аякса», «Тоттенгем Готспур» та «Арсенала» — у 22, «Фіорентіни» — у 19, «Кельна» та «Челсі» — у 17, «Олімпік» (Марсель) та «Роми» — у 16, «Црвени Звезди» та «Бенфіки» — у 15, празької «Дукли», «Гамбурга» та київського «Динамо» — у 14 опитуваннях.
- Лідером за кількістю футболістів, які фігурували за історію опитувань щотижневика «Франс Футбол» був мадридський «Реал» — 55 гравці, «Барселону» представляли 51 гравець, «Ювентус» — 46, «Манчестер Юнайтед» — 40, «Мілан»  — 36, «Баварію» — 31, «Інтернаціонале» та «Ліверпуль» — по 29, «Аякс» — 22, «Арсенал» — 19, «Челсі» — 17, «Лаціо» — 14, «Кельн», «Тоттенгем Готспур» та марсельський «Олімпік» — по 13, київське «Динамо» — 12 футболістів.
- «Барселона» стала другим клубом, після мадридський «Реала», мінімум 50 гравців якого згадувалися в анкетах респондентів за історію проведення опитувань. Причому шестеро з них здобували трофей, а чотирнадцять гравців потравляли на подіуми опитувань.
- Вперше в анкетах респондентів були згадані 12 футболістів, зокрема: Вірджил ван Дейк, Бернарду Сілва, Френкі де Йонг, Рахім Стерлінг, Маттейс де Лігт, Трент Александер-Арнольд, Душан Тадич, Сон Хинмін, Уго Льоріс, Каліду Кулібалі, Марк-Андре тер Стеген та Джорджиньо Вейналдум.
- Загалом 738 згаданих в анкетах гравців за історію проведення опитувань були представниками 57 країн. Лідерами за кількістю таких футболістів були Німеччина — 67, Італія — 60, Англія — 59 гравців. У десятку лідерів також входили Франція — 58, Іспанія — 53, Нідерланди — 42, СРСР — 29, Бразилія та Португалія — по 27, Югославія (Сербія та Чорногорія) — 25 гравців, одинадцятою йшла Швеція — 23 гравці.
- Кріштіану Роналду залишався лідером за кількістю потраплянь у заліки опитувань — 16 разів, у Ліонеля Мессі було 14 потраплянь, у Франца Бекенбауера та Йоган Кройфа — по 12, у Еусебіу, Мішеля Платіні, Зінедіна Зідана, Паоло Мальдіні та Златана Ібрагімовича — по 11, у Льва Яшина, Джанні Рівери, Герда Мюллера та Мікаеля Лаудрупа — по 10, у Боббі Чарлтона, Сандро Маццоли, Тьєррі Анрі та Джанлуїджі Буффона — було по 9 потраплянь.
- Лідером за кількістю потраплянь у чільну п'ятірку залишався Ліонель Мессі — 13 разів, далі розташовувалися Кріштіану Роналду — 12, Франц Бекенбауер — 10, Мішель Платіні — 8, Йоган Кройф — 7, Еусебіу та Зінедін Зідан — по 6, а також Карл-Гайнц Румменігге, Луїс Суарес, Андрій Шевченко, Тьєррі Анрі та Хаві Ернандес — по 5 разів.
- Ліонель Мессі та Кріштіану Роналду залишалися лідерами за кількістю потраплянь у 10-ку найкращих — в обох по 13 разів, за ними розташовувалися Франц Бекенбауер — 11, Мішель Платіні та Йоган Кройф — по 9, Еусебіу, Джанні Рівера та Герд Мюллер — по 8, Боббі Чарлтон, Карл-Гайнц Румменігге, Зінедін Зідан та Тьєррі Анрі — по 7 разів.

## Золотий м'яч серед жінок

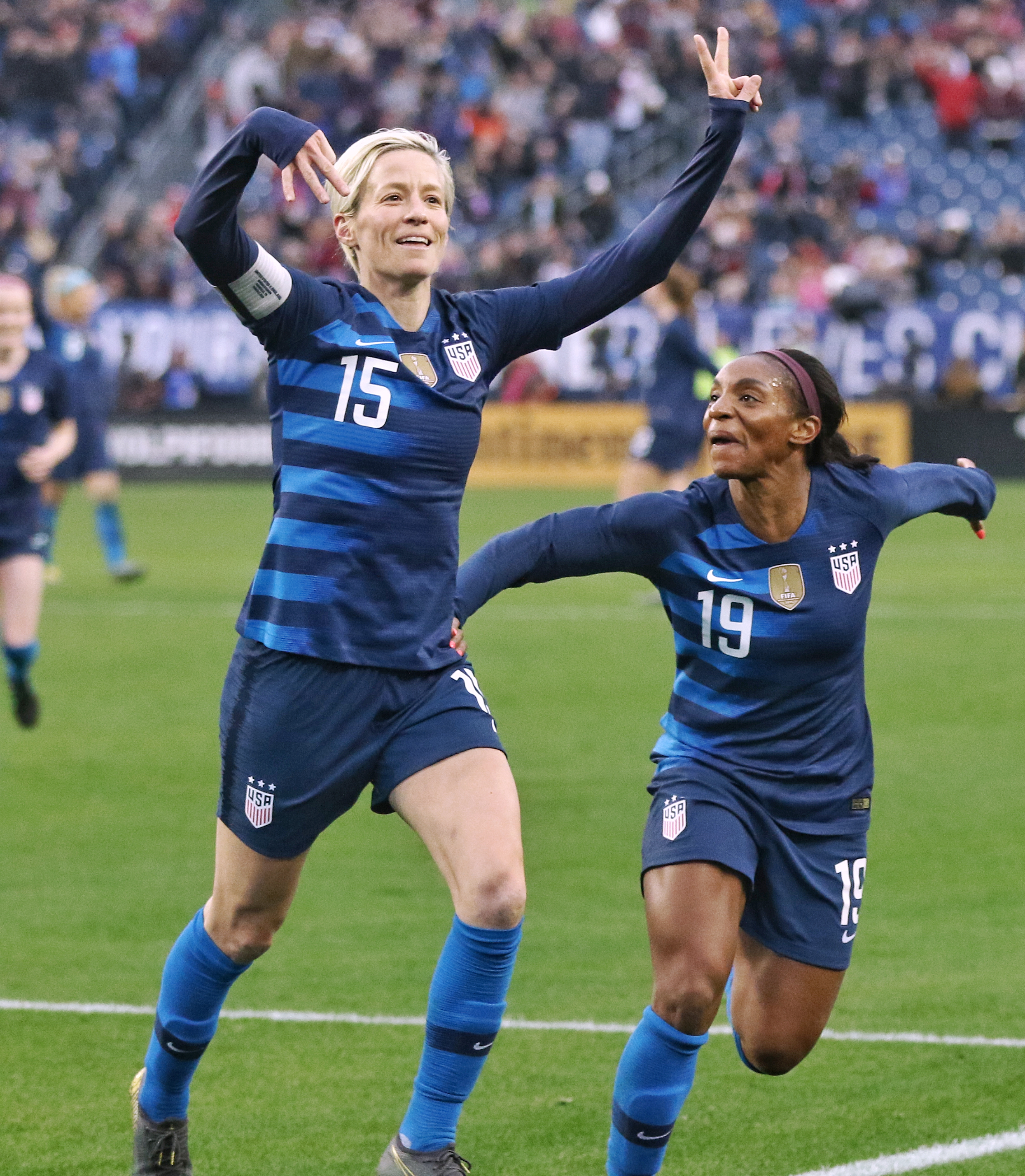
Меган Рапіноу — найкраща футболістка 2019 року

Меган Рапіноу стала найкращою футболісткою року.
| Місце | Гравець           | Клуб                   | Очки |
| ----- | ----------------- | ---------------------- | ---- |
| 1     | Меган Рапіноу     | Сіетл Райн             | 230  |
| 2     | Люсі Бронз        | Ліон                   | 94   |
| 3     | Алекс Морган      | Орландо Прайд          | 68   |
| 4     | Ада Хегерберг     | Ліон                   | 67   |
| 5     | Вівіанне Мідема   | Арсенал                | 38   |
| 6     | Венді Ренар       | Ліон                   | 32   |
| 7     | Сем Керр          | Чикаго Ред Старс Челсі | 27   |
| 8     | Роуз Лавель       | Вашингтон Спіріт       | 19   |
| 9     | Еллен Уайт        | Манчестер Сіті         | 18   |
| 10    | Дженіфер Марожан  | Ліон                   | 16   |
| 11    | Амандін Анрі      | Ліон                   | 13   |
| 12    | Сарі ван Венендал | Атлетіко (Мадрид)      | 13   |
| 13    | Тобін Гіт         | Портленд Торнс         | 11   |
| 14    | Пернілле Хардер   | Вольфсбург             | 10   |
| 14    | Ліке Мартенс      | Барселона              | 10   |
| 16    | Косоваре Асллані  | Депортіво Такон        | 6    |
| 16    | Нілла Фішер       | Лінчепінг              | 6    |
| 16    | Марта             | Орландо Прайд          | 6    |
| 19    | Софія Якобссон    | Депортіво Такон        | 4    |
| 20    | Сара Буадді       | Ліон                   | 0    |

## Трофей Копа

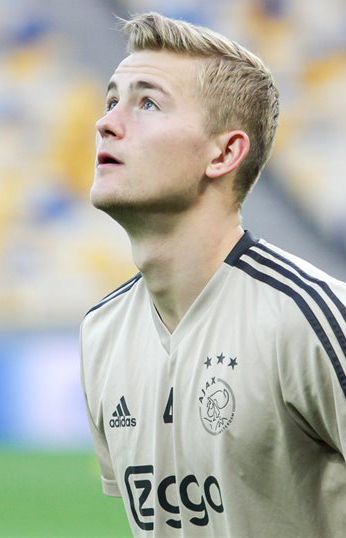
Маттейс де Лігт

| Місце | Гравець         | Клуб                | Очки |
| ----- | --------------- | ------------------- | ---- |
| 1     | Маттейс де Лігт | Аякс Ювентус        | 58   |
| 2     | Джейдон Санчо   | Боруссія (Дортмунд) | 49   |
| 3     | Жуан Фелікс     | Бенфіка Атлетіко    | 41   |
| 4     | Вінісіус Жуніор | Реал Мадрид         | 17   |
| 5     | Андрій Лунін    | Леганес Вальядолід  | 9    |
| 6     | Маттео Гендузі  | Арсенал             | 5    |
| 6     | Кай Гаверц      | Баєр Леверкузен     | 5    |
| 8     | Мойзе Кен       | Ювентус Евертон     | 3    |
| 9     | Самуел Чуквуезе | Вільярреал          | 1    |
| 9     | Лі Кан Ін       | Валенсія            | 1    |

## Трофей Яшина

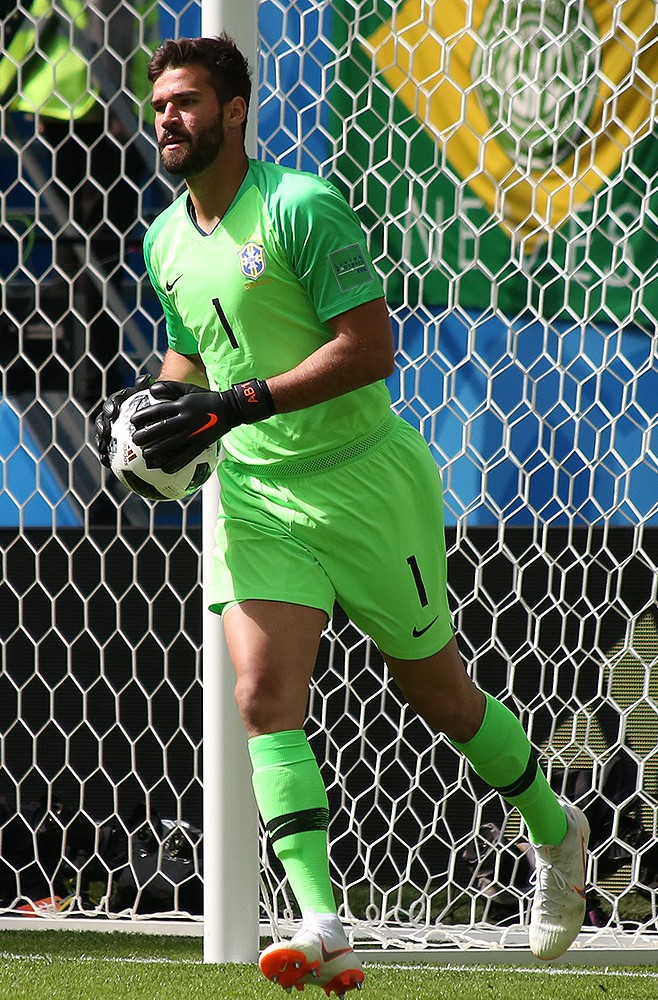
Аллісон — перший володар «Трофею Яшина»

За підсумками голосування Аллісон став першим володарем трофею імені Льва Яшина, який вручають найкращому голкіперу року у світі.
| Місце | Гравець               | Клуб           | Очки |
| ----- | --------------------- | -------------- | ---- |
| 1     | Аллісон               | Ліверпуль      | 795  |
| 2     | Марк-Андре тер Штеґен | Барселона      | 284  |
| 3     | Едерсон               | Манчестер Сіті | 142  |
| 4     | Ян Облак              | Атлетіко       | 131  |
| 5     | Уго Льоріс            | Тоттенгем      | 80   |
| 6     | Мануель Ноєр          | Баварія        | 52   |
| 7     | Андре Онана           | Аякс           | 41   |
| 8     | Кепа Аррісабалага     | Челсі          | 29   |
| 9     | Войцех Щенсний        | Ювентус        | 24   |
| 10    | Самір Ханданович      | Інтер          | 6    |